# Coupe de la CEV masculine 2009-2010
Navigation
Coupe de la CEV 2008-2009 Coupe de la CEV 2010-2011
La Coupe de la CEV masculine 2009-2010 est la 38e édition de la Coupe de la CEV.

## Participants
Le nombre de participants est basé sur le classement des pays:
| Pos. | Pays       | Nombre d'équipes | Équipes 1                                             |                                             |
| ---- | ---------- | ---------------- | ----------------------------------------------------- | ------------------------------------------- |
| 1    | Italie     | 1                | Bre Banca Lannutti Cuneo                              | Bre Banca Lannutti Cuneo                    |
| 2    | Russie     | 2                | Iskra Odintsovo Fakel Novy Ourengoï                   |                                             |
| 3    | Grèce      | 2                | Iraklis Thessaloniki EA Patras                        |                                             |
| 4    | Pologne    | 2                | Domex Tytan Azs Czestochowa ZAKSA Kędzierzyn-Koźle    |                                             |
| 5    | France     | 2                | Montpellier UC Tourcoing LM                           |                                             |
| 6    | Belgique   | 2                | PNV Waasland Kruibeke/Nieuwkerken Euphony Asse Lennik |                                             |
| 7    | Espagne    | 1                | Portol Palma Majorque                                 |                                             |
| 8    | Allemagne  | 1                | Generali Haching Unterhaching                         | Generali Haching Unterhaching               |
| 9    | Autriche   | 1                | Aon hotVolleys Vienne                                 | Aon hotVolleys Vienne                       |
| 10   | Turquie    | 1                | Arkas Izmir                                           | Arkas Izmir                                 |
| 11   | Pays-Bas   | 1                | Dynamo Apeldoorn                                      | Dynamo Apeldoorn                            |
| 12   | Tchéquie   | 1                | Dukla Liberec                                         | Dukla Liberec                               |
| 13   | Serbie     | 1                | Crvena Zvezda Belgrade                                | Crvena Zvezda Belgrade                      |
| 14   | Monténégro | 1                | Budućnost Podgorica                                   |                                             |
| 15   | Slovénie   | 2                | Marchiol Vodi Prvacina Salonit Anhovo Kanal           | Marchiol Vodi Prvacina Salonit Anhovo Kanal |
| 16   | Roumanie   | 2                | Dinamo Bucarest CVM Tomis Constanţa                   |                                             |
| 17   | Finlande   | 2                | Perungan Pojat Rovaniemi Tampereen Isku-Volley        |                                             |
| 18   | Suisse     | 2                | Volley Amriswil Lausanne UC                           |                                             |
| 20   | Hongrie    | 1                | Diamant Kaposvár                                      |                                             |
| 22   | Croatie    | 1                | MOK Zagreb                                            |                                             |
| 23   | Chypre     | 1                | Anorthosis Famagusta                                  | Anorthosis Famagusta                        |
| 24   | Estonie    | 1                | Selver Tallinn                                        |                                             |

## Premiers tours
32 équipes disputent les seizièmes de finale de la compétition en matchs aller-retour. Les vainqueurs se retrouvent alors en huitièmes de finale puis en quarts de finale. Les quatre clubs encore en lice à l'issue de ces trois premiers tours se qualifient pour le challenge round.

## Challenge round et final four
Lors du challenge round, les quatre vainqueurs des quarts de finale rencontrent respectivement quatre clubs issus de la première phase de la Ligue des champions 2009-2010. Le final four se déroulera à Maaseik du 27 au 28 mars 2010.
|  | Challenge round          | Challenge round          | Challenge round                          | Challenge round          |                          |                          | Final Four - Demi-finales          | Final Four - Demi-finales          | Final Four - Demi-finales                | Final Four - Demi-finales                |                                          |                                          | Final Four - Finale                      | Final Four - Finale                      | Final Four - Finale                      | Final Four - Finale                      |
|  |                          |                          |                                          |                          |                          |                          |                                    |                                    |                                          |                                          |                                          |                                          |                                          |                                          |                                          |                                          |
|  |                          |                          |                                          |                          |                          |                          | le 27 mars 2010, 20-25 22-25 23-25 | le 27 mars 2010, 20-25 22-25 23-25 | le 27 mars 2010, 20-25 22-25 23-25       | le 27 mars 2010, 20-25 22-25 23-25       |                                          |                                          | le 28 mars 2010, 25-22 21-25 25-21 26-24 | le 28 mars 2010, 25-22 21-25 25-21 26-24 | le 28 mars 2010, 25-22 21-25 25-21 26-24 | le 28 mars 2010, 25-22 21-25 25-21 26-24 |
|  |                          |                          |                                          |                          |                          |                          | le 27 mars 2010, 20-25 22-25 23-25 | le 27 mars 2010, 20-25 22-25 23-25 | le 27 mars 2010, 20-25 22-25 23-25       | le 27 mars 2010, 20-25 22-25 23-25       |                                          |                                          | le 28 mars 2010, 25-22 21-25 25-21 26-24 | le 28 mars 2010, 25-22 21-25 25-21 26-24 | le 28 mars 2010, 25-22 21-25 25-21 26-24 | le 28 mars 2010, 25-22 21-25 25-21 26-24 |
|  | Copra Piacenza           | Copra Piacenza           | 3                                        | 1                        |                          |                          | le 27 mars 2010, 20-25 22-25 23-25 | le 27 mars 2010, 20-25 22-25 23-25 | le 27 mars 2010, 20-25 22-25 23-25       | le 27 mars 2010, 20-25 22-25 23-25       |                                          |                                          | le 28 mars 2010, 25-22 21-25 25-21 26-24 | le 28 mars 2010, 25-22 21-25 25-21 26-24 | le 28 mars 2010, 25-22 21-25 25-21 26-24 | le 28 mars 2010, 25-22 21-25 25-21 26-24 |
|  | Copra Piacenza           | Copra Piacenza           | 3                                        | 1                        |                          |                          | le 27 mars 2010, 20-25 22-25 23-25 | le 27 mars 2010, 20-25 22-25 23-25 | le 27 mars 2010, 20-25 22-25 23-25       | le 27 mars 2010, 20-25 22-25 23-25       |                                          |                                          | le 28 mars 2010, 25-22 21-25 25-21 26-24 | le 28 mars 2010, 25-22 21-25 25-21 26-24 | le 28 mars 2010, 25-22 21-25 25-21 26-24 | le 28 mars 2010, 25-22 21-25 25-21 26-24 |
|  | ZAKSA Kędzierzyn-Koźle   | ZAKSA Kędzierzyn-Koźle   | 0                                        | 3                        |                          |                          | le 27 mars 2010, 20-25 22-25 23-25 | le 27 mars 2010, 20-25 22-25 23-25 | le 27 mars 2010, 20-25 22-25 23-25       | le 27 mars 2010, 20-25 22-25 23-25       |                                          |                                          | le 28 mars 2010, 25-22 21-25 25-21 26-24 | le 28 mars 2010, 25-22 21-25 25-21 26-24 | le 28 mars 2010, 25-22 21-25 25-21 26-24 | le 28 mars 2010, 25-22 21-25 25-21 26-24 |
|  | ZAKSA Kędzierzyn-Koźle   | ZAKSA Kędzierzyn-Koźle   | 0                                        | 3                        | Copra Piacenza           | Copra Piacenza           | 0                                  | 0                                  |                                          |                                          |                                          |                                          | le 28 mars 2010, 25-22 21-25 25-21 26-24 | le 28 mars 2010, 25-22 21-25 25-21 26-24 | le 28 mars 2010, 25-22 21-25 25-21 26-24 | le 28 mars 2010, 25-22 21-25 25-21 26-24 |
|  |                          |                          |                                          |                          | Copra Piacenza           | Copra Piacenza           | 0                                  | 0                                  |                                          |                                          |                                          |                                          | le 28 mars 2010, 25-22 21-25 25-21 26-24 | le 28 mars 2010, 25-22 21-25 25-21 26-24 | le 28 mars 2010, 25-22 21-25 25-21 26-24 | le 28 mars 2010, 25-22 21-25 25-21 26-24 |
|  |                          |                          | Bre Banca Lannutti Cuneo                 | Bre Banca Lannutti Cuneo | 3                        | 3                        |                                    |                                    |                                          |                                          |                                          |                                          | le 28 mars 2010, 25-22 21-25 25-21 26-24 | le 28 mars 2010, 25-22 21-25 25-21 26-24 | le 28 mars 2010, 25-22 21-25 25-21 26-24 | le 28 mars 2010, 25-22 21-25 25-21 26-24 |
|  | CAI Teruel               | CAI Teruel               | Bre Banca Lannutti Cuneo                 | Bre Banca Lannutti Cuneo | 3                        | 3                        | 2                                  | 0                                  |                                          |                                          |                                          |                                          | le 28 mars 2010, 25-22 21-25 25-21 26-24 | le 28 mars 2010, 25-22 21-25 25-21 26-24 | le 28 mars 2010, 25-22 21-25 25-21 26-24 | le 28 mars 2010, 25-22 21-25 25-21 26-24 |
|  | CAI Teruel               | CAI Teruel               | le 27 mars 2010, 25-19 25-17 25-27 25-20 |                          |                          |                          | 2                                  | 0                                  |                                          |                                          |                                          |                                          | le 28 mars 2010, 25-22 21-25 25-21 26-24 | le 28 mars 2010, 25-22 21-25 25-21 26-24 | le 28 mars 2010, 25-22 21-25 25-21 26-24 | le 28 mars 2010, 25-22 21-25 25-21 26-24 |
|  | Bre Banca Lannutti Cuneo | Bre Banca Lannutti Cuneo | 3                                        | 3                        |                          |                          |                                    |                                    |                                          |                                          |                                          |                                          | le 28 mars 2010, 25-22 21-25 25-21 26-24 | le 28 mars 2010, 25-22 21-25 25-21 26-24 | le 28 mars 2010, 25-22 21-25 25-21 26-24 | le 28 mars 2010, 25-22 21-25 25-21 26-24 |
|  | Bre Banca Lannutti Cuneo | Bre Banca Lannutti Cuneo | 3                                        | 3                        | Bre Banca Lannutti Cuneo | Bre Banca Lannutti Cuneo | 3                                  | 3                                  |                                          |                                          |                                          |                                          |                                          |                                          |                                          |                                          |
|  |                          |                          |                                          |                          | Bre Banca Lannutti Cuneo | Bre Banca Lannutti Cuneo | 3                                  | 3                                  |                                          |                                          |                                          |                                          |                                          |                                          |                                          |                                          |
|  |                          |                          | Iskra Odintsovo                          | Iskra Odintsovo          | 1                        | 1                        |                                    |                                    |                                          |                                          |                                          |                                          |                                          |                                          |                                          |                                          |
|  | Tours Volley-Ball        | Tours Volley-Ball        | Iskra Odintsovo                          | Iskra Odintsovo          | 1                        | 1                        | 2                                  | 2                                  |                                          |                                          |                                          |                                          |                                          |                                          |                                          |                                          |
|  | Tours Volley-Ball        | Tours Volley-Ball        |                                          |                          |                          |                          |                                    |                                    |                                          |                                          |                                          |                                          |                                          |                                          |                                          |                                          |
|  | Iskra Odintsovo          | Iskra Odintsovo          | 3                                        | 3                        |                          |                          |                                    |                                    |                                          |                                          |                                          |                                          |                                          |                                          |                                          |                                          |
|  | Iskra Odintsovo          | Iskra Odintsovo          | 3                                        | 3                        | Iskra Odintsovo          | Iskra Odintsovo          | 3                                  | 3                                  | Match pour la troisième place            | Match pour la troisième place            | Match pour la troisième place            | Match pour la troisième place            |                                          |                                          |                                          |                                          |
|  |                          |                          |                                          |                          | Iskra Odintsovo          | Iskra Odintsovo          | 3                                  | 3                                  | Match pour la troisième place            | Match pour la troisième place            | Match pour la troisième place            | Match pour la troisième place            |                                          |                                          |                                          |                                          |
|  |                          |                          | Noliko Maaseik                           | Noliko Maaseik           | 1                        | 1                        |                                    |                                    | le 28 mars 2010, 20-25 25-23 16-25 19-25 | le 28 mars 2010, 20-25 25-23 16-25 19-25 | le 28 mars 2010, 20-25 25-23 16-25 19-25 | le 28 mars 2010, 20-25 25-23 16-25 19-25 |                                          |                                          |                                          |                                          |
|  | Noliko Maaseik           | Noliko Maaseik           | Noliko Maaseik                           | Noliko Maaseik           | 1                        | 1                        | 3                                  | 1                                  | le 28 mars 2010, 20-25 25-23 16-25 19-25 | le 28 mars 2010, 20-25 25-23 16-25 19-25 | le 28 mars 2010, 20-25 25-23 16-25 19-25 | le 28 mars 2010, 20-25 25-23 16-25 19-25 |                                          |                                          |                                          |                                          |
|  | Noliko Maaseik           | Noliko Maaseik           |                                          |                          |                          |                          |                                    | 1                                  |                                          |                                          | Copra Piacenza                           | Copra Piacenza                           | 1                                        | 1                                        |                                          |                                          |
|  | EA Patras                | EA Patras                | 1                                        | 3                        |                          |                          |                                    |                                    |                                          |                                          | Copra Piacenza                           | Copra Piacenza                           | 1                                        | 1                                        |                                          |                                          |
|  | EA Patras                | EA Patras                | 1                                        | 3                        | Noliko Maaseik           | Noliko Maaseik           | 3                                  | 3                                  |                                          |                                          |                                          |                                          |                                          |                                          |                                          |                                          |
|  |                          |                          |                                          |                          |                          |                          |                                    |                                    |                                          |                                          |                                          |                                          |                                          |                                          |                                          |                                          |

## Récompenses individuelles
- MVP : Wout Wijsmans (Bre Banca Lannutti Cuneo)
- Meilleur contreur : Simon Van de Voorde (Noliko Maaseik)
- Meilleur libero : Hubert Henno (Bre Banca Lannutti Cuneo)
- Meilleur réceptionneur : Bert Derkoningen (Noliko Maaseik)
- Meilleur marqueur : Jochen Schöps (Iskra Odintsovo)
- Meilleur Serveur : Wout Wijsmans (Bre Banca Lannutti Cuneo)
- Meilleur passeur : Nikola Grbic (Bre Banca Lannutti Cuneo)
- Meilleur attaquant : Jochen Schöps (Iskra Odintsovo)